# Оксіринхські папіруси

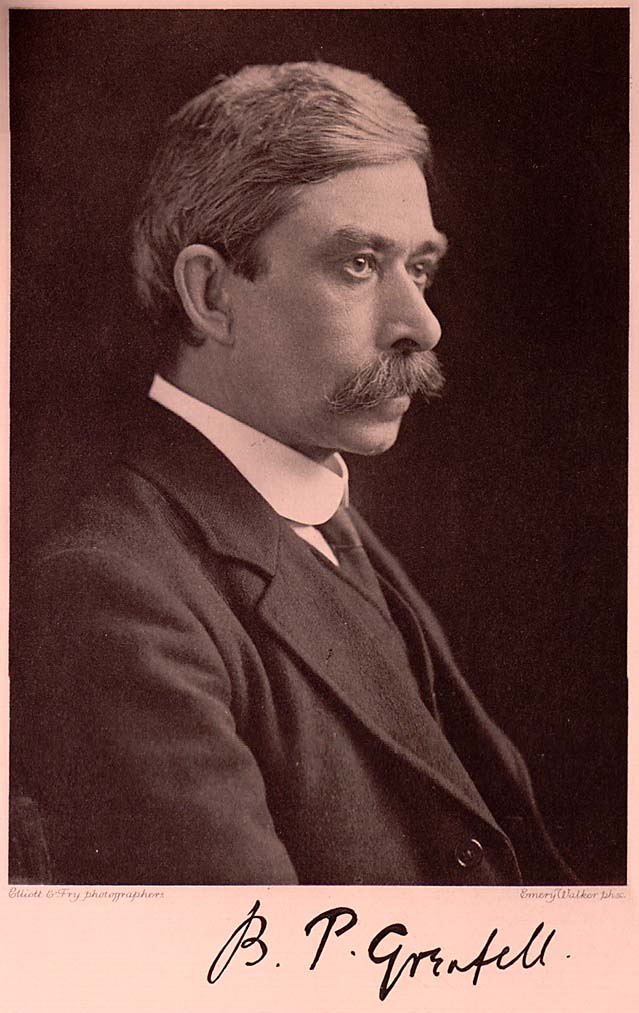
Бернард Гренфелл

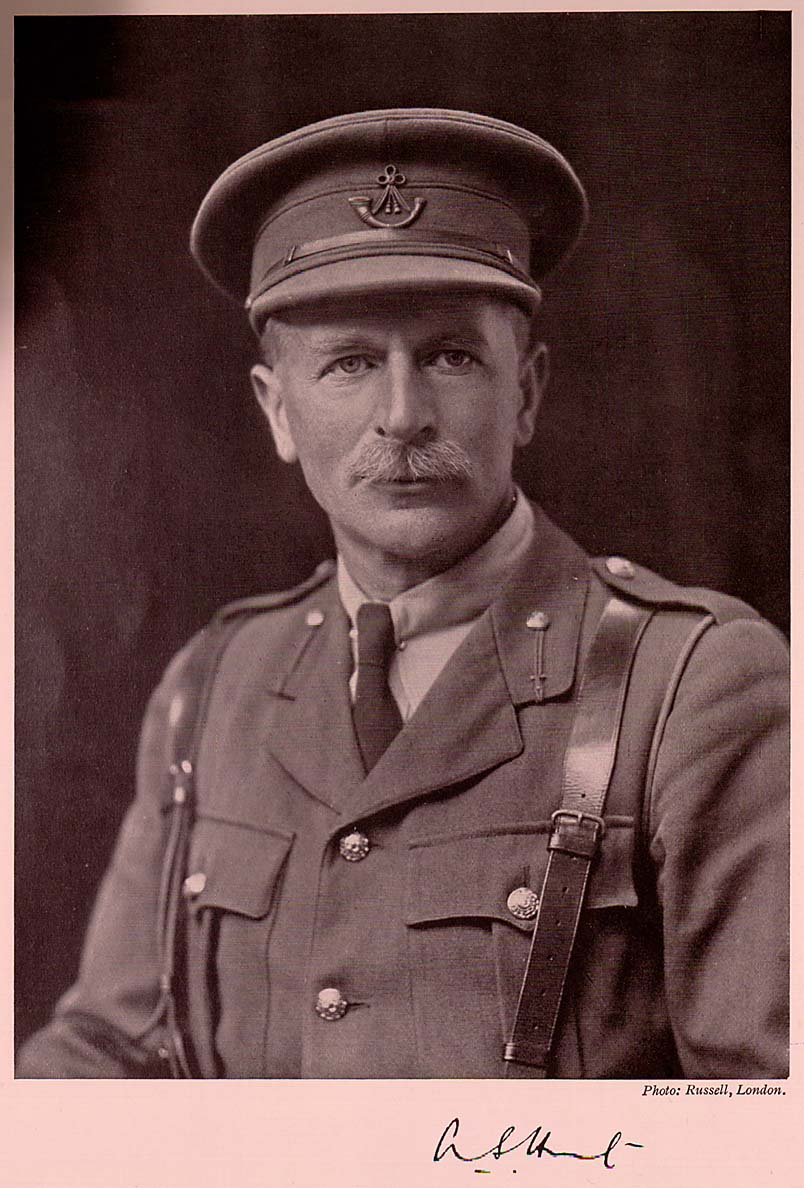
Артур Гант

Оксіринхські папіруси — велика група рукописів, виявлена археологами біля Оксіринха в Єгипті.

## Історія

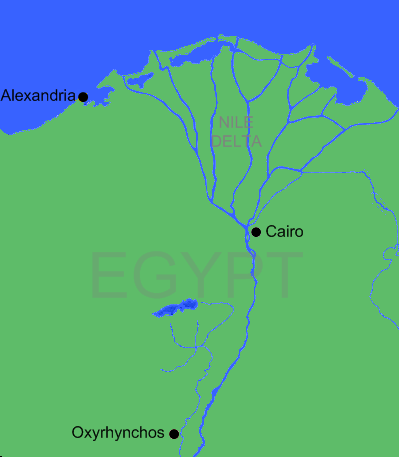
Старовинне місто Оксіринх на сучасній мапі.

Найдавніші папіруси датуються 50 р. н. е., пізніші — серединою VI ст. Вони включають в себе тисячі грецьких і латинських документів, листів і літературних творів. Крім папірусів, зустрічаються рукописи на тонкому пергаменті, а пізніші, арабські — також на папері (наприклад, середньовічний P. Oxy. VI 1006).
1896 року науковці з Оксфордського університету Бернард Гренфелл та Артур Гант звернули увагу на те, що посушливий ґрунт Оксіринха, а також відсутність поселень на місці давнього міста, сприяли збереженню величезної кількості папірусів, багато з яких були викинуті на смітник і практично валялися під ногами. Відтоді розкопки в Оксіринхові тривають практично безперервно.
Папіруси не мали на той час жодної ціни для місцевих мешканців. До того ж, розірвані й потрощені, вони розглядались як сміття. Абсолютно іншим було ставлення до папірусів в давнину. Як матріал, папіруси високо поціновувались. І вже використаний і записаний папірус використовували наново. Щось подібне буде і з пергаментами. Старі і нібито не потрібні тому сьогоденню пергаменти вичищали і записували наново. Так двічі використані папіруси (і пергаменти) ставали історичними документами двох різних епох. Науковці з Оксфордського університету не ігнорували не тільки цілі шматки, а і найменші фрагменти. Кожний з фрагментів фотографували і переносили в сучасний паперовий конверт. Так накопичились тисячі папок з фрагментами папірусів Оксіринха (передані на вивчення і збереження в Британський музей).
Прочитані тексти здивували навіть науковців. Це були приватні архіви, літературні твори, побутові записи і укладені договори. Серед них — шлюбні контракти, заповіти, молитви, тексти з первісних християнських євангелій. Останні затьмарили значення відкритих наново світських та літературних джерел у релігійно налаштованих і занадто побожних вірян. Саме їх і подають в статтях про папіруси Оксіринха.[джерело не вказане 2035 днів]
Серед оксіринхських папірусів — фрагменти втрачених творів Сапфо, Піндара, Ібіка, Софокла, Евріпіда, п'єси Менандра, складене невідомим автором продовження Фукідіда, переказ втрачених книг Тіта Лівія, а також численні ранньохристиянські тексти («оксіринхські євангелія», апокрифічне Євангеліє від Томи).
Папіруси стали джерелом для вивчення соціальної історії Єгипту за Римських часів. Зокрема, дослідження з історії дитинства було проведено Віллі Вуоланто (Ville Vuolanto, Університет Осло) та Ейпріл Падсі (April Pudsey, Ньюкаслський університет).
Важливе значення для дослідження великого землеволодіння у Візантійському Єгипті має знайдений в Оксіринхові господарський архів родини Апіонов.

## Рукописи

### Старий Заповіт
→ Старий Заповіт

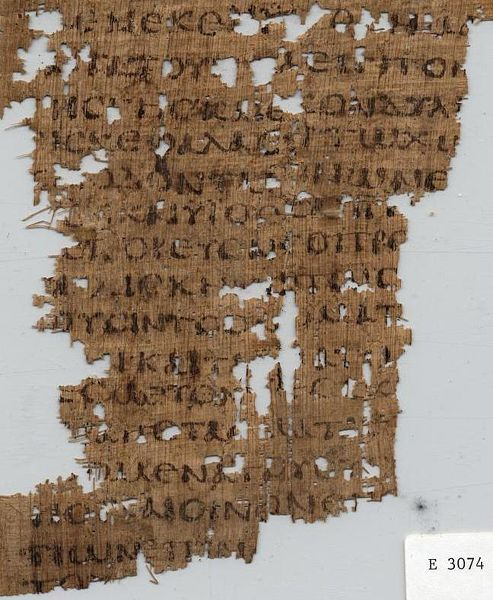
P. Oxy. VI 846: Амос 2 (LXX)

Оригінал івритом Біблії (Tanakh) був перекладений на грецьку мову між III та I століттям до нашої ери. Цей переклад називається Септуагінта (або LXX, як цифра 70 латинською), оскільки існує традиція, що 72 єврейські книжники здійснили цей переклад в Александрії, Єгипет.
| Том  | Oxy  | Дата | Зміст                                                          | Заклад | Місто                    | Країна          |
| ---- | ---- | ---- | -------------------------------------------------------------- | --- | ------------------------ | --------------- |
| IV   | 656  | 150  | Буття 14:21-23; 15:5-9; 19:32-20:11; 24:28-47; 27:32-33, 40-41 | Бодліанська бібліотека; MS.Gr.bib.d.5 (P) | Оксфорд                  | Велика Британія |
| VI   | 845  | 400  | Псалом 68, 70                                                  | Каїрський єгипетський музей; JE 41083 | Каїр                     | Єгипет          |
| VI   | 846  | 550  | Амос 2                                                         | Пенсильванський університет; E 3074 | Філадельфія Пенсільванія | США             |
| VII  | 1007 | 400  | Буття 2-3                                                      | Британський музей; Inv. 2047 | Лондон                   | Велика Британія |
| VIII | 1073 | 350  | Буття 5-6 Old Latin                                            | Британський музей; Inv. 2052 | Лондон                   | Велика Британія |
| VIII | 1074 | 250  | Вихід 31-32                                                    | Університет Іллінойсу; GP 1074 | Урбана (Іллінойс)        | США             |
| VIII | 1075 | 250  | Вихід 11:26-32                                                 | Британський музей; Inv. 2053 (recto) | Лондон                   | Велика Британія |
| IX   | 1166 | 250  | Буття 16:8-12                                                  | Британський музей; Inv. 2066 | Лондон                   | Велика Британія |
| IX   | 1167 | 350  | Буття 31                                                       | Принстонська Богословська Семінарія Pap. 9 | Принстон Нью-Джерсі      | США             |
| IX   | 1168 | 350  | Ісус Навин 40                                                  | Принстонська Богословська Семінарія Pap. 10 | Принстон Нью-Джерсі      | США             |
| X    | 1225 | 350  | Левит 16                                                       | Принстонська Богословська Семінарія Pap. 12 | Принстон Нью-Джерсі      | США             |
| X    | 1226 | 300  | Псалом 7-8                                                     | Ліверпульський університет Class. Gr. Libr. 4241227                                                                                              | Ліверпуль                | Велика Британія |
| XI   | 1351 | 350  | Левит 27 велен                                                 | Бібліотека Емброуз свазі; 886.4 Богословська школа Колгейт Рочестер Крозер (Prior to private sale [Архівовано 25 січня 2021 у Wayback Machine.]) | Рочестер Нью-Йорк        | США             |
| XI   | 1352 | 325  | Псалом 82-83 велен                                             | Каїрський єгипетський музей; JE 47472 | Каїр                     | Єгипет          |
| XV   | 1779 | 350  | Псалом 1                                                       | Сполучені Богословська Семінарія | Дейтон                   | США             |
| XVI  | 1928 | 500  | Псалом 90 Талісман                                             | Ашмолеан музей | Оксфорд                  | Велика Британія |
| XVII | 2065 | 500  | Псалом 90                                                      | Ашмолеан музей | Оксфорд                  | Велика Британія |
| XVII | 2066 | 500  | Проповідник 6-7                                                | Ашмолеан музей | Оксфорд                  | Велика Британія |
| XXIV | 2386 | 500  | Псалом 83-84                                                   | Ашмолеан музей | Оксфорд                  | Велика Британія |
| L    | 3522 | 50   | Йов 42.11-12                                                   | Ашмолеан музей | Оксфорд                  | Велика Британія |
| LX   | 4011 | 550  | Псалом 75 інтерлінеарний текст                                 | Ашмолеан музей | Оксфорд                  | Велика Британія |
| LXV  | 4442 | 225  | Вихід 20:10-17, 18-22                                          | Ашмолеан музей | Оксфорд                  | Велика Британія |
| LXV  | 4443 | 100  | Естер 6-7                                                      | Ашмолеан музей | Оксфорд                  | Велика Британія |

### Новий Заповіт
→ Новий Заповіт

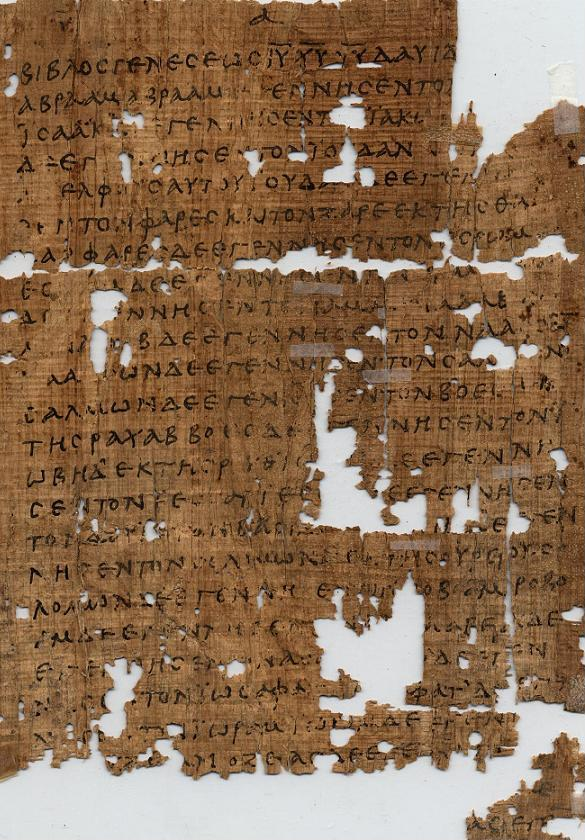
Папірус P^{1}: Матвія 1

Серед Оксіринхських папірусів найчисленнішою виявилася підгрупа з текстів Нового Заповіту. Ці тексти написані грецькою унціальним шрифтом.
| Том        | Oxy        | CRG                                | Дата            | Зміст! Заклад                 | Місто                                                                 | Країна                   |                 |
| ---------- | ---------- | ---------------------------------- | --------------- | ----------------------------- | --------------------------------------------------------------------- | ------------------------ | --------------- |
| I          | 2          | P1                                 | 250             | Матвія 1                      | Пенсильванський університет                                           | Філадельфія Пенсільванія | США             |
| I          | 3          | 069                                | 500             | Марко 10-11                   | Східний інститут Чиказький університет; 2057                          | Чикаго Іллінойс          | США             |
| II         | 208 = 1781 | P5                                 | 250             | Іван 1, 16, 20                | Британський музей                                                     | Лондон                   | Велика Британія |
| II         | 209        | {\displaystyle {\mathfrak {P}}}10  | 350             | Рим. 1                        | Бібліотека Гарвардського університету, Гарвард                        | Кембридж (Массачусетс)   | США             |
| III        | 401        | 071                                | 500             | Матвій 10-11                  | Гарвардський семітський музей; 3735                                   | Кембридж (Массачусетс)   | США             |
| III        | 402        | {\displaystyle {\mathfrak {P}}}9   | 250             | 1. Івана 4                    | Бібліотека Гарвардського університету, Гарвард                        | Кембридж (Массачусетс)   | США             |
| IV         | 657        | {\displaystyle {\mathfrak {P}}}13  | 250             | Євр. 2-5, 10-12               | Британська бібліотека                                                 | Лондон                   | Велика Британія |
| VI         | 847        | 0162                               | 300             | Іван 2                        | Музей мистецтва Метрополітен                                          | Нью-Йорк                 | США             |
| VI         | 848        | 0163                               | 450             | Об'явлення 16                 | Музей мистецтва Метрополітен                                          | Нью-Йорк                 | США             |
| VII        | 1008       | {\displaystyle {\mathfrak {P}}}15  | 250             | 1 коринт. 7-8                 | Каїрський єгипетський музей                                           | Каїр                     | Єгипет          |
| VII        | 1009       | {\displaystyle {\mathfrak {P}}}16  | 300             | Филип'яни 3-4                 | Каїрський єгипетський музей                                           | Каїр                     | Єгипет          |
| VIII       | 1078       | {\displaystyle {\mathfrak {P}}}17  | 350             | Євр. 9                        | Бібліотека Кембриджського університету                                | Кембридж                 | Велика Британія |
| VIII       | 1079       | {\displaystyle {\mathfrak {P}}}18  | 300             | Об'явлення 1                  | Британська бібліотека                                                 | Лондон                   | Велика Британія |
| VIII       | 1080       | 0169                               | 350             | Об'явлення 3-4                | Бібліотека Роберта Еліота Спіра Принстонський теологічний семінар     | Принстон                 | США             |
| IX         | 1169       | 0170                               | 500             | Матвій 6                      | Бібліотека Роберта Еліота Спіра Принстонський теологічний семінар     | Принстон                 | США             |
| IX         | 1170       | {\displaystyle {\mathfrak {P}}}19  | 400             | Матвій 10-11                  | Бодліанська бібліотека                                                | Оксфорд                  | Велика Британія |
| IX         | 1171       | {\displaystyle {\mathfrak {P}}}20  | 250             | Яків 2-3                      | Меморіальна бібліотека Гарві Фаєрстона, Прнстонський університет      | Принстон                 | США             |
| X          | 1227       | {\displaystyle {\mathfrak {P}}}21  | 400             | Матвій 12                     | Мюленберзький коледж                                                  | Аллентаун (Пенсільванія) | США             |
| X          | 1228       | {\displaystyle {\mathfrak {P}}}22  | 250             | Іван 15-16                    | Бібліотека університету Глазго                                        | Глазго                   | Велика Британія |
| X          | 1229       | {\displaystyle {\mathfrak {P}}}23  | 250             | Яків 1                        | Університет Іллінойсу                                                 | Урбана (Іллінойс)        | США             |
| X          | 1230       | {\displaystyle {\mathfrak {P}}}24  | 350             | Об'явлення 5-6                | Бібліотека Франкліна Траска Ендоверська Ньютонівська теологічна школа | Ньютон (Массачусетс)     | США             |
| XI         | 1353       | 0206                               | 350             | 1 Петро 5                     | Об'єднаний теологічний семінар                                        | Дейтон (Огайо)           | США             |
| XI         | 1354       | {\displaystyle {\mathfrak {P}}}26  | 600             | Рим. 1                        | Брідвельська бібліотека Південний методистський університет           | Даллас                   | США             |
| XI         | 1355       | {\displaystyle {\mathfrak {P}}}27  | 250             | Рим. 8-9                      | Бібліотека Кембриджського університету                                | Кембридж                 | Велика Британія |
| XIII       | 1596       | {\displaystyle {\mathfrak {P}}}28  | 250             | Іван 6                        | Палестинський інститутський музей Тихоокеанська школа релігії         | Берклі (Каліфорнія)      | США             |
| XIII       | 1597       | {\displaystyle {\mathfrak {P}}}29  | 250             | Дії Святих Апостолів 26       | Бодліанська бібліотека                                                | Оксфорд                  | Велика Британія |
| XIII       | 1598       | {\displaystyle {\mathfrak {P}}}30  | 250             | 1 Сол. 4-5; 2 Сол. 1          | Бібліотека Гентського університету                                    | Гент                     | Бельгія         |
| XV         | 1780       | {\displaystyle {\mathfrak {P}}}39  | 250             | Іван 8                        | Бібліотека Амброзія Свосі                                             | Рочестер (Нью-Йорк)      | США             |
| XV         | 1781=208   | {\displaystyle {\mathfrak {P}}}5   | 250             | Іван 1, 16, 20                | Британська бібліотека                                                 | Лондон                   | Велика Британія |
| XVIII      | 2157       | {\displaystyle {\mathfrak {P}}}51  | 400             | Галат. 1                      | Ашмолеан музей                                                        | Оксфорд                  | Велика Британія |
| XXIV       | 2383       | {\displaystyle {\mathfrak {P}}}69  | 250             | Лука 22                       | Ашмолеан музей                                                        | Оксфорд                  | Велика Британія |
| XXIV       | 2384       | {\displaystyle {\mathfrak {P}}}70  | 250             | Матвій 2-3, 11-12, 24         | Ашмолеан музей                                                        | Оксфорд                  | Велика Британія |
| XXIV       | 2385       | {\displaystyle {\mathfrak {P}}}71  | 350             | Матвій 19                     | Ашмолеан музей                                                        | Оксфорд                  | Велика Британія |
| XXXIV/LXIV | 2683/4405  | {\displaystyle {\mathfrak {P}}}77  | 200             | Матвій 23                     | Ашмолеан музей                                                        | Оксфорд                  | Велика Британія |
| XXXIV      | 2684       | {\displaystyle {\mathfrak {P}}}78  | 300             | Юда                           | Ашмолеан музей                                                        | Оксфорд                  | Велика Британія |
| L          | 3523       | {\displaystyle {\mathfrak {P}}}90  | 150             | Іван 18-19                    | Ашмолеан музей                                                        | Оксфорд                  | Велика Британія |
| LXIV       | 4401       | {\displaystyle {\mathfrak {P}}}101 | 250             | Матвій 3-4                    | Ашмолеан музей                                                        | Оксфорд                  | Велика Британія |
| LXIV       | 4402       | {\displaystyle {\mathfrak {P}}}102 | 300             | Матвій 4                      | Ашмолеан музей                                                        | Оксфорд                  | Велика Британія |
| LXIV       | 4403       | {\displaystyle {\mathfrak {P}}}103 | 200             | Матвій 13-14                  | Ашмолеан музей                                                        | Оксфорд                  | Велика Британія |
| LXIV       | 4404       | {\displaystyle {\mathfrak {P}}}104 | 150             | Матвій 21?                    | Ашмолеан музей                                                        | Оксфорд                  | Велика Британія |
| LXIV       | 4406       | {\displaystyle {\mathfrak {P}}}105 | 500             | Матвій 27-28                  | Ашмолеан музей                                                        | Оксфорд                  | Велика Британія |
| LXV        | 4445       | {\displaystyle {\mathfrak {P}}}106 | 250             | Іван 1                        | Ашмолеан музей                                                        | Оксфорд                  | Велика Британія |
| LXV        | 4446       | {\displaystyle {\mathfrak {P}}}107 | 250             | Іван 17                       | Ашмолеан музей                                                        | Оксфорд                  | Велика Британія |
| LXV        | 4447       | {\displaystyle {\mathfrak {P}}}108 | 250             | Іван 17/18                    | Ашмолеан музей                                                        | Оксфорд                  | Велика Британія |
| LXV        | 4448       | {\displaystyle {\mathfrak {P}}}109 | 250             | Іван 21                       | Ашмолеан музей                                                        | Оксфорд                  | Велика Британія |
| LXV        | 4449       | {\displaystyle {\mathfrak {P}}}100 | 300             | Яків 3-5                      | Сакерська бібліотека Папірологічні зали                               | Оксфорд                  | Велика Британія |
| LXVI       | 4494       | {\displaystyle {\mathfrak {P}}}110 | 350             | Матвій 10                     | Сакерська бібліотека Папірологічні зали                               | Оксфорд                  | Велика Британія |
| LXVI       | 4495       | {\displaystyle {\mathfrak {P}}}111 | 250             | Лука 17                       | Ашмолеан музей                                                        | Оксфорд                  | Велика Британія |
| LXVI       | 4496       | {\displaystyle {\mathfrak {P}}}112 | 450             | Дії Святих Апостолів 26-27    | Ашмолеан музей                                                        | Оксфорд                  | Велика Британія |
| LXVI       | 4497       | {\displaystyle {\mathfrak {P}}}113 | 250             | Римл. 2                       | Ашмолеан музей                                                        | Оксфорд                  | Велика Британія |
| LXVI       | 4498       | {\displaystyle {\mathfrak {P}}}114 | 250             | Євр. 1                        | Ашмолеан музей                                                        | Оксфорд                  | Велика Британія |
| LXVI       | 4499       | {\displaystyle {\mathfrak {P}}}115 | 300             | Об'явлення 2-3, 5-6, 8-15     | Ашмолеан музей                                                        | Оксфорд                  | Велика Британія |
| LXVI       | 4500       | 0308                               | 350             | Об'явлення 11:15-18           | Ашмолеан музей                                                        | Оксфорд                  | Велика Британія |
| LXXI       | 4804       | P120                               | 350             | Іван 1:25-28, 33-38, 42-44    | Ашмолеан музей                                                        | Оксфорд                  | Велика Британія |
| LXXI       | 4805       | P 121                              | 250             | Іван 19:17-18, 25-26          | Ашмолеан музей                                                        | Оксфорд                  | Велика Британія |
| LXXI       | 4806       | P 122                              | IV / V століття | Іван 21:11-14, 22-24          | Ашмолеан музей                                                        | Оксфорд                  | Велика Британія |
| LXXI       | 4844       | P 123                              | IV / V століття | 1-е Коринтян 14:31-34; 15:3-6 | Ашмолеан музей                                                        | Оксфорд                  | Велика Британія |
| LXXI       | 4845       | P 124                              | IV / V століття | 2-е Коринтян 11:1-4; 6-9      | Ашмолеан музей                                                        | Оксфорд                  | Велика Британія |

## Інші папіруси
| Том   | Oxy  | Дата | Зміст                      | Заклад                 | Місто   | Країна          |
| ----- | ---- | ---- | -------------------------- | ---------------------- | ------- | --------------- |
| IX    | 1173 | 250  | Філон Александрійський     | Бодліанська бібліотека | Оксфорд | Велика Британія |
| XI    | 1356 | 250  | Філон Александрійський     | Бодліанська бібліотека | Оксфорд | Велика Британія |
| XVIII | 2158 | 250  | Філон Александрійський     | Ашмолеан музей         | Оксфорд | Велика Британія |
| XXXVI | 2745 | 400  | Ономастикон назв на івриті | Ашмолеан музей         | Оксфорд | Велика Британія |

### Папіруси онлайн
- The Oxyrhynchus papyri vol. I, edited with translations and notes by Bernard P. Grenfell and Arthur S. Hunt
- The Oxyrhynchus papyri vol. II, edited with translations and notes by Bernard P. Grenfell and Arthur S. Hunt
- The Oxyrhynchus papyri vol. III, edited with translations and notes by Bernard P. Grenfell and Arthur S. Hunt [Архівовано 21 лютого 2009 у Wayback Machine.] Cornell University Library Historical Monographs Collection. Reprinted by Cornell University Library Digital Collections
- The Oxyrhynchus papyri vol. IV, edited with translations and notes by Bernard P. Grenfell and Arthur S. Hunt
- The Oxyrhynchus papyri vol. V, edited with translations and notes by Bernard P. Grenfell and Arthur S. Hunt
- The Oxyrhynchus papyri vol. VI, edited with translations and notes by Bernard P. Grenfell and Arthur S. Hunt
- The Oxyrhynchus papyri vol. VII, edited with translations and notes by Arthur S. Hunt at the Internet Archive
- The Oxyrhynchus papyri vol. VIII, edited with translations and notes by Arthur S. Hunt
- The Oxyrhynchus papyri vol. IX, edited with translations and notes by Arthur S. Hunt
- The Oxyrhynchus papyri vol. X, edited with translations and notes by Bernard P. Grenfell and Arthur S. Hunt [Архівовано 8 січня 2009 у Wayback Machine.] Cornell University Library Historical Monographs Collection. Reprinted by Cornell University Library Digital Collections
- The Oxyrhynchus papyri vol. X, edited with translations and notes by Bernard P. Grenfell and Arthur S. Hunt
- The Oxyrhynchus papyri vol. XII, edited with translations and notes by Bernard P. Grenfell and Arthur S. Hunt
- The Oxyrhynchus papyri vol. XIII, edited with translations and notes by Bernard P. Grenfell and Arthur S. Hunt
- The Oxyrhynchus papyri vol. XIV, edited with translations and notes by Bernard P. Grenfell and Arthur S. Hunt